# Demain les oiseaux
Demain les oiseaux (鳥人大系, Chōjin Taikei) est un seinen manga d'Osamu Tezuka prépublié dans le S-F Magazine de l'éditeur Hayakawa Shobō entre mars 1971 et février 1975. L'édition française a été publiée par Akata en un volume en décembre 2006.
Le titre et le concept du manga s'inspirent du roman Demain les chiens (City) de Clifford D. Simak, une œuvre classique de la science-fiction abordant des thématiques similaires telles que la succession de l'humanité par une autre espèce intelligente.

## Synopsis
Ce manga dont l'action démarre en 1975 décrit une communauté extraterrestre répandant sur Terre une substance miraculeuse qui décuple l’intelligence des oiseaux. Peu à peu, ceux-ci mettent en place une société que l’on peut considérer comme structurée, avec un langage, une culture et une technologie avancée.
Les êtres humains, à l’opposé, sombrent dans la déchéance éthique et technique, perdant même leur position socio-historique de maîtres du monde. Le manga nous montre alors les affres du partage du pouvoir entre les êtres humains et les oiseaux devenus intelligents, interrogeant plus largement ce qui fait l’humanité et sa capacité à vivre avec des espaces de vie intelligents.
Au fil de multiples narrations courtes mais interconnectées, Tezuka explore différentes facettes de ce renversement du pouvoir, avec des personnages humains et aviaires pris dans des questionnements éthiques et philosophiques. 

## Personnages
- Personnages humains : Des figures représentant divers aspects de la société humaine (scientifiques, politiques, citoyens ordinaires).
- Personnages oiseaux : Représentant une société en plein essor, avec ses propres conflits internes et figures emblématiques.

Chaque personnage sert d'outil narratif pour illustrer une thématique centrale du manga.
- Komatsu Sakuemon no Josadatsne
- Oberon
- Liz
- Boku
- Nichora
- Pororo
- Beglar Yamaneko
- Police Inspector Mozz
- Rap
- Dobludo Chief

## Publication
Le manga est réédité par Kōdansha dans la collection des Œuvres complètes de Tezuka en deux volumes reliés en octobre 1980 et novembre 1980 puis au format bunko en un volume en août 2011.

## Adaptations et Héritages
Bien que Demain les oiseaux n'ait pas connu d'adaptation directe en anime ou film, son influence est perceptible dans de nombreuses œuvres de science-fiction japonaises ultérieures.

### Liste des volumes
| no | Japonais       | Japonais          | Français        | Français       |
| no | Date de sortie | ISBN              | Date de sortie  | ISBN           |
| --- | -------------- | ----------------- | --------------- | -------------- |
| 1 | 12 août 2011   | 978-4-06-373848-3 | 6 décembre 2006 | 978-2756006727 |
| Liste des chapitres : 1. Urolonca domestica ignis 2. Ralus fuscus ignis 3. Pyromaniac magpii 4. Il était une fois... 5. Mon ami Obéron 6. Tourdos merla sapiens (merle) 7. En Rhodésie 8. Le porte-parole 9. Allocution du professeur Doubroud devant le comité spécial 10. La butte aux cailles 11. Cropatia pitiarum 12. La vie de Pololo 13. Le mutant 14. Falco chinunculus moltus 15. Le club des becs-rouges 16. Jongalathan le goéland 17. L'humain bleu 18. La balade de Rapp et Wilda 19. La motion de censure contre le plan Doubroud |                |                   |                 |                |

### Édition japonaise
Kōdansha (Bunko)
1. 1 2  (ja) « Tome 1 ».

### Édition française
Akata
1. 1 2  (fr) « Tome 1 ».